# Kajetanówka (Kroczyce)
Kajetanówka – część wsi Kroczyce w Polsce położona w województwie śląskim, w powiecie zawierciańskim, w gminie Kroczyce.
W latach 1975–1998 Kajetanówka położona była w województwie częstochowskim.